# Avegöl (Döderhults socken, Småland)
Avegöl är en sjö i Oskarshamns kommun i Småland och ingår i Virån-Emåns kustområde.